# Stazione di Altavilla Milicia
La stazione di Altavilla Milicia è una stazione ferroviaria posta sulle linee Palermo-Messina, Palermo-Agrigento e Palermo-Catania a servizio dell'omonimo comune.

## Curiosità
La stazione di Altavilla Milicia viene citata nella miniserie televisiva del 1980 Il delitto Notarbartolo, di Alberto Negrin. Il corpo di Notarbartolo venne rinvenuto nei pressi della ferrovia, dal guardiano della stazione.

## Storia
La stazione fu attivata nel 1864, contemporaneamente all'apertura della tratta da Bagheria a Trabia della linea Palermo-Agrigento.